# Hokkaido
Hokkaido (jap. 北海道 Hokkaidō; ajn. Mosir, dawniej Ezo lub Yezo) – największa pod względem powierzchni jednostka podziału administracyjnego Japonii, w skład której wchodzi druga pod względem wielkości wyspa tego państwa. Od Honsiu oddziela ją cieśnina Tsugaru, ale obie wyspy są połączone podwodnym tunelem Seikan. Największym miastem i zarazem stolicą tego dystryktu (regionu administracyjnego i jednocześnie geograficznego) jest Sapporo.

## Historia
Hokkaido, które do okresu Edo zwane było przez Japończyków Ezo, było ojczyzną Ajnów. Oni sami swą wyspę zwali Ainu Moshiri, co w ich języku oznacza „wyspę człowieka” (ainu to „człowiek”, moshiri oznacza „wyspa, świat”). Wiele miejscowości do dziś nosi nazwy z języka Ajnów, np. Sapporo.
Pierwsi japońscy osadnicy z Honsiu pojawili się na wyspie w okresie Muromachi (1336–1537).
W 1781 r. Ajnowie wzniecili powstanie, dosyć szybko i okrutnie stłumione. W 1802 r. rozpoczęła się kolonizacja wyspy przez Japończyków. W Hakodate powstał urząd administracyjny, tworzono obozy pracy dla więźniów.
W 1868 r. (początek okresu Meiji), grupa poddanych Tokugawy dowodzona przez Takeaki Enomoto ogłosiła niepodległość wyspy, która jako państwo miała się nazywać Republiką Ezo. Przetrwała jednakże zaledwie do 1869 roku.
Przez kilka następnych lat Hokkaido było podzielone na 4 prefektury. W latach 1869–1883 istniał tu Kaitakushi (Urząd ds. Rozwoju, zwany też Urzędem ds. Kolonizacji). Nasilił się wtedy napływ osadników z pobliskiej wyspy Honsiu. W ciągu kilkudziesięciu lat liczba ludności zwiększyła się od 120 tys. do miliona. Ajnom zabroniono kultywowania swoich tradycji i stali się oni obywatelami drugiej kategorii.
W badaniach nad kulturą i zwyczajami tego ludu wsławił się Bronisław Piłsudski, brat Józefa Piłsudskiego, który został zesłany na rosyjską wyspę Sachalin, na której również żyli Ajnowie. W 1998 r. uchwalono ustawę poddającą ochronie kulturę Ajnów.
W 1972 r. w Sapporo odbyła się olimpiada zimowa.

## Geografia

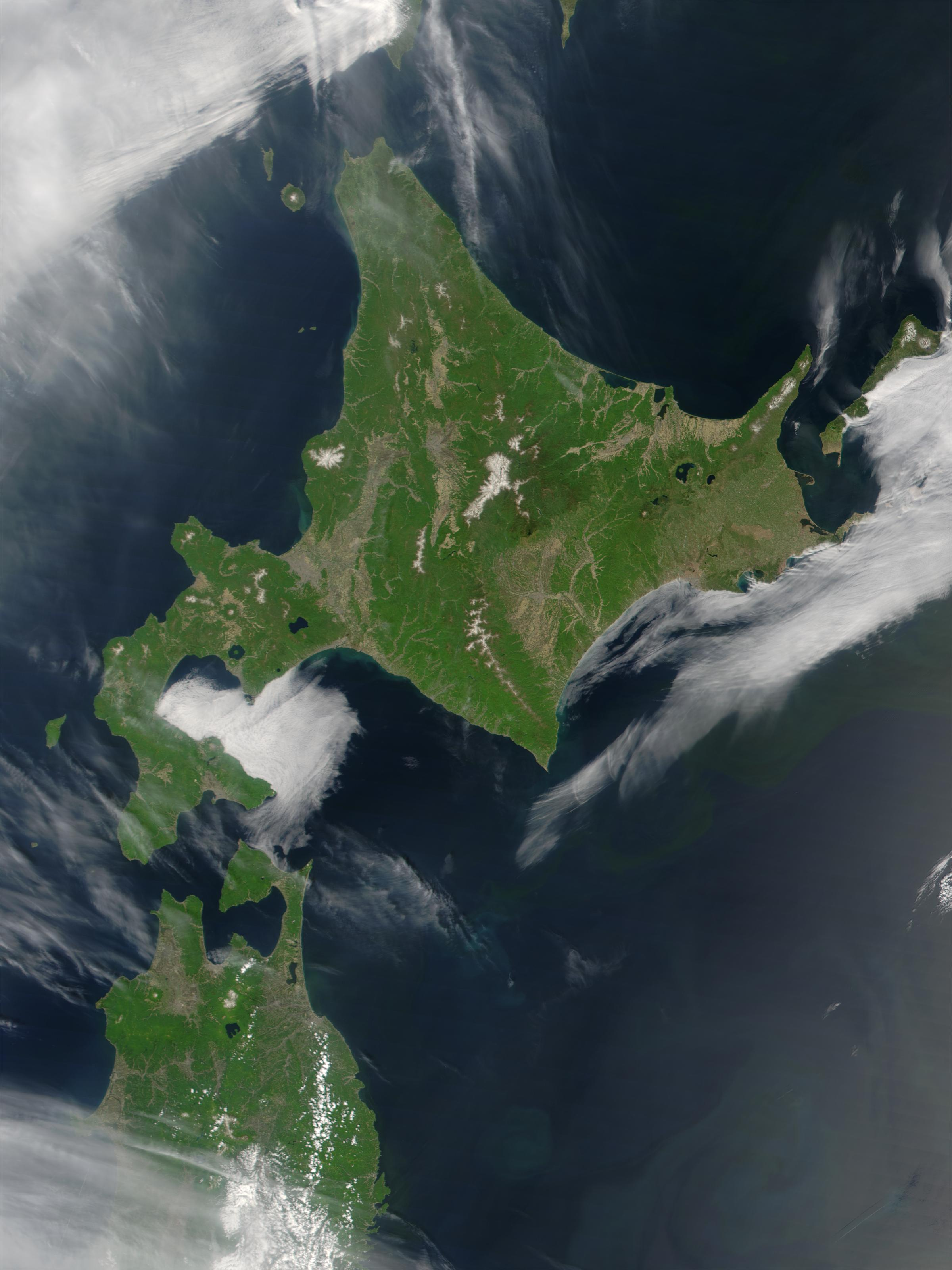
Zdjęcie satelitarne wyspy

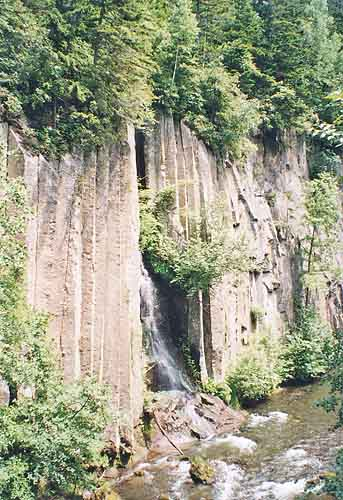
Sōun-kyō, jeden z przełomów w Parku Narodowym Daisetsu-zan

Wyspa Hokkaido, stanowiąca główny obszar prefektury o tej samej nazwie, położona jest na północnym krańcu Japonii, w pobliżu Rosji. Otoczona jest Morzem Japońskim, Morzem Ochockim i Oceanem Spokojnym. W centrum wyspy znajdują się liczne góry i wzgórza wulkaniczne. Na wybrzeżach dominują równiny. Główne miasta to Sapporo oraz Asahikawa w środkowej części regionu i Hakodate w południowej. Powierzchnia wyspy wynosi 77 984,49 km² i stanowi ona ponad 93% powierzchni prefektury.
Najbardziej na południe wysuniętą częścią wyspy jest półwysep Oshima.
Do prefektury Hokkaido zalicza się wiele małych wysepek, m.in. Rishiri, Okushiri, Rebun. Japończycy do tej prefektury zaliczają także kilka południowych Wysp Kurylskich, o które prowadzą spór z Rosją: Iturup (jap. Etorofu), Kunaszyr (Kunashiri), Szykotan (Shikotan) i wysepki Habomai. Powierzchnia prefektury wynosi 83 424,44 km², w tym powierzchnia jej części znajdującej się we władaniu Japonii 78 421,39 km², a części znajdującej się we władaniu Rosji 5 003,05 km². Łącznie małe wysepki będące we władaniu Japonii, wchodzące w skład prefektury mają powierzchnię 436,9 km² (0,56% tej części prefektury).
W 2020 r. prefekturze mieszkało 5 224 614 osób, w 2 469 063 gospodarstwach domowych . Podana liczba ludności dotyczyła jedynie terenów będących we władaniu Japonii (bez obszarów będących we władaniu Rosji), tym samym gęstość zaludnienia wynosiła 66,6 os./km² . W 2010 r. w prefekturze mieszkało 5 506 419 osób, w 2 418 305 gospodarstwach domowych .
25 września 2003 roku o godzinie 19:50:07 czasu UTC blisko wybrzeży wyspy wystąpiło trzęsienie ziemi o magnitudzie 8 w skali Richtera. Trzęsienia ziemi są częste w tym rejonie.

### Klimat

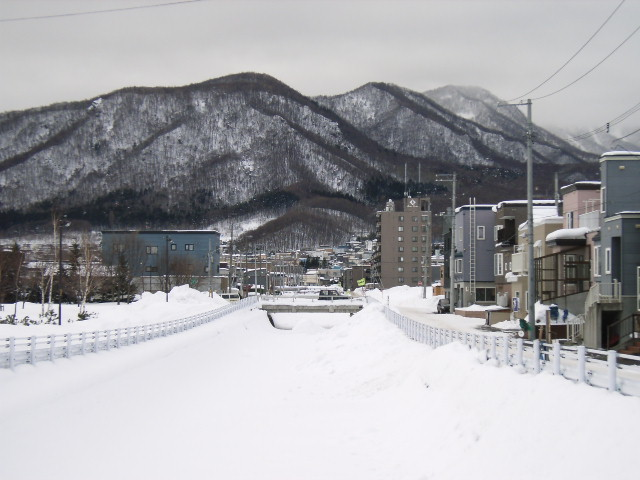
Rzeka Tomioka zimą, Sapporo

Na Hokkaido panuje klimat umiarkowany, morski. Lato jest tu chłodniejsze niż w pozostałych regionach Japonii, co przyciąga turystów z pozostałych jej części. Zima jest dosyć surowa i trwa 4–5 miesięcy, na ogół z bardzo obfitymi opadami śniegu. Średnia temperatura w najcieplejszym miesiącu w roku – sierpniu wynosi od +17 °C do +22 °C, natomiast w najchłodniejszych styczniu i lutym od –12 °C do –4 °C w zależności od wysokości i szerokości geograficznej. Podczas zimy zamarza Morze Ochockie, czyniąc północne wybrzeże niezdatnym do żeglugi i uniemożliwiając rybakom wypływanie na połów.

### Podprefektury
Hokkaido jest prefekturą podzieloną na 14 podprefektur. Urzędy w poszczególnych podprefekturach wykonują takie same zadania, jak prefektury w innych regionach kraju. Poniżej znajduje się lista wszystkich podprefektur. Obecny podział administracyjny i nowe nazewnictwo zostały ustanowione 1 kwietnia 2010 r. Dotychczasowe jednostki administracji shichō zostały zastąpione jednostkami o nazwach shinkō-kyoku (pięć) i sōgō-shinkō-kyoku (dziewięć).
Podprefektury shinkō-kyoku to:

- Hidaka;
- Hiyama;
- Ishikari;
- Nemuro;
- Rumoi.

Podprefektury sōgō-shinkō-kyoku to:

- Iburi;
- Kamikawa;
- Kushiro;
- Ohōtsuku;
- Oshima;
- Shiribeshi;
- Sorachi;
- Sōya;
- Tokachi.

| Nazwa podprefektury | Nazwa podprefektury          | Nazwa podprefektury  | Powierzchnia (km²) | Ludność   | Kod jednostki | Mapa |
| Polska nazwa | Rōmaji                       | Kanji                | Powierzchnia (km²) | Ludność   | Kod jednostki | Mapa |
| --- | ---------------------------- | -------------------- | ------------------ | --------- | ------------- | ---- |
| Hidaka | Hidaka-shinkō-kyoku          | 日高振興局           | 4 811,16           | 63 372    | 01600         |      |
| Hiyama | Hiyama-shinkō-kyoku          | 檜山振興局           | 2 630,29           | 33 609    | 01360         |      |
| Iburi | Iburi-sōgō-shinkō-kyoku      | 胆振総合振興局       | 3 697,22           | 382 354   | 01570         |      |
| Ishikari | Ishikari shinkō-kyoku        | 石狩振興局           | 3 540,15           | 2 396 732 | 01300         |      |
| Kamikawa | Kamikawa-sōgō-shinkō-kyoku   | 上川総合振興局       | 10 618,70          | 481 953   | 01450         |      |
| Kushiro | Kushiro-sōgō-shinkō-kyoku    | 釧路総合振興局       | 5 997,47           | 222 613   | 01660         |      |
| Nemuro | Nemuro shinkō-kyoku          | 根室振興局           | 8 500,39           | 71 771    | 01690         |      |
| Ohōtsuku | Ohōtsuku-sōgō-shinkō-kyoku   | オホーツク総合振興局 | 10 690,53          | 273 362   | 01540         |      |
| Oshima | Oshima-sōgō-shinkō-kyoku     | 渡島総合振興局       | 3 937,45           | 380 158   | 01330         |      |
| Rumoi | Rumoi-shinkō-kyoku           | 留萌振興局           | 3 445,89           | 43 050    | 01480         |      |
| Shiribeshi | Shiribeshi-sōgō-shinkō-kyoku | 後志総合振興局       | 4 305,87           | 198 888   | 01390         |      |
| Sorachi | Sorachi-sōgō-shinkō-kyoku    | 空知総合振興局       | 5 791,59           | 281 964   | 01420         |      |
| Sōya | Sōya-sōgō-shinkō-kyoku       | 宗谷総合振興局       | 4 626,09           | 62 140    | 01510         |      |
| Tokachi | Tokachi-sōgō-shinkō-kyoku    | 十勝総合振興局       | 10 831,62          | 332 648   | 01630         |      |
| Prefektura Hokkaido | Hokkaidō                     | 北海道               | 83 424,44          | 5 224 614 | 01            |      |
| * Japonia uważa za swoje terytorium południową część Wysp Kurylskich o powierzchni 5 003,05 km², tzw. Terytoria Północne, które od 1945 r. znajdują się we władaniu Rosji. Ich powierzchnia została doliczona do powierzchni podprefektury Nemuro i całej prefektury Hokkaido. |                              |                      |                    |           |               |      |

### Główne miasta
Największym miastem Hokkaido jest jego stolica, Sapporo. Inne większe miasta to Hakodate na południu i Asahikawa w środkowej części wyspy.

### Obszary chronione
Na Hokkaido jest wiele obszarów zalesionych, dzikiej przyrody, włączając w to:
- 6 parków narodowych:
  - Park Narodowy Shiretoko (知床国立公園)
  - Park Narodowy Akan-Mashū (阿寒国立公園)
  - Park Narodowy Kushiro-shitsugen (釧路湿原国立公園)
  - Park Narodowy Daisetsu-zan (大雪山国立公園)
  - Park Narodowy Shikotsu-Tōya (支笏洞爺国立公園)
  - Park Narodowy Rishiri-Rebun-Sarobetsu (利尻礼文サロベツ国立公園)
- 5 parków (準国立公園)
- 12 rezerwatów naturalnych

## Gospodarka

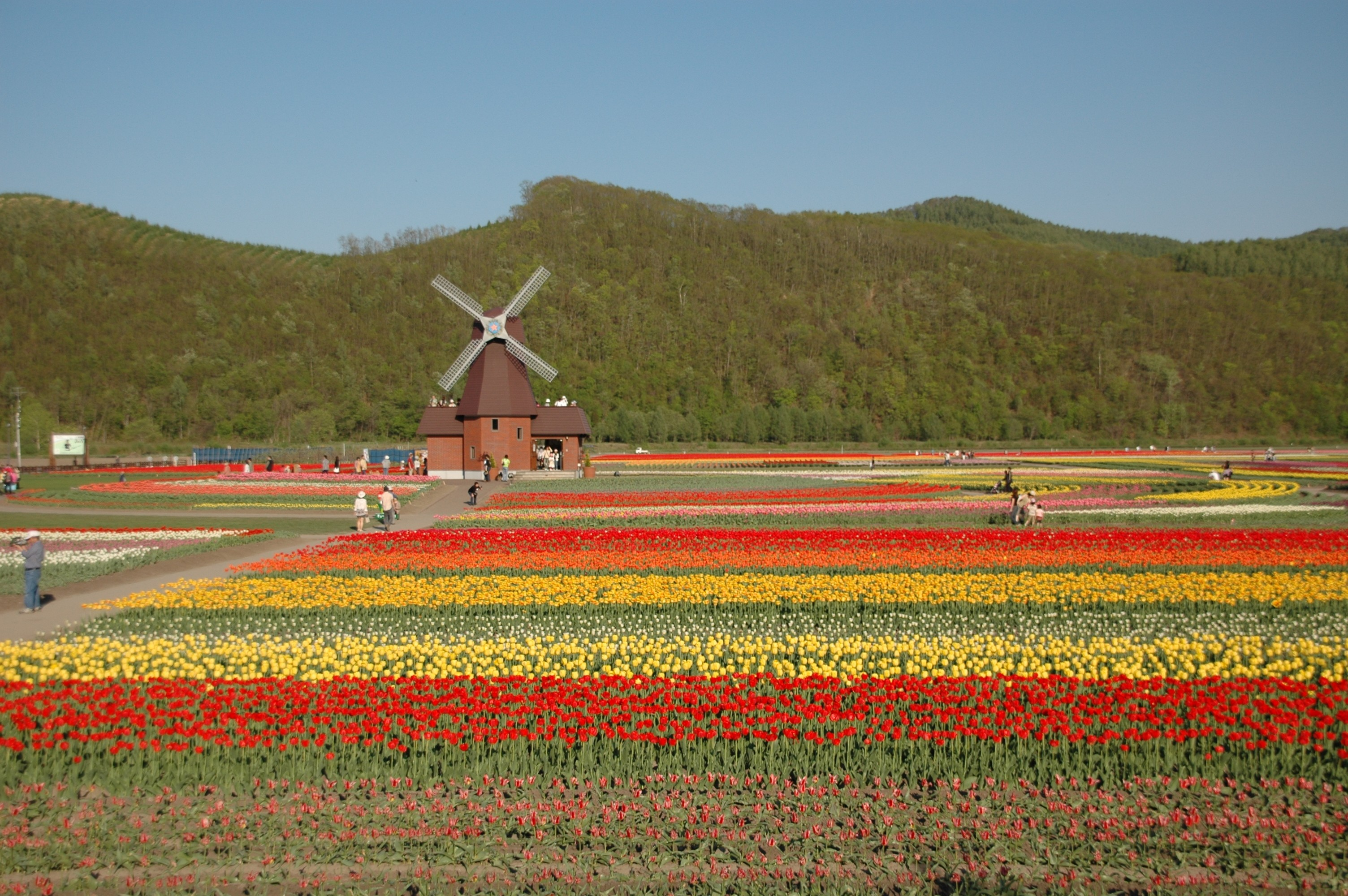
Pole tulipanów w Kamiyubetsu

Hokkaido jest głównym producentem ryżu w Japonii oraz przoduje w połowach ryb, a także w uprawach warzyw, rozwija się tu przemysł drzewny i papierniczy oraz leśnictwo. Lokalną ekonomię napędza także browar Sapporo. Duże zyski zapewniają także turyści, którzy tłumnie zjeżdżają latem do gorących źródeł, a zimą – by uprawiać sporty zimowe.

## Warto zobaczyć
- Park Narodowy Daisetsu-zan z gorącymi źródłami malowniczo położonymi w górach,
- Park Narodowy Akan-Mashū z krystalicznie czystymi jeziorami,
- Okolice jeziora Tōya,
- Rzeźby lodowe w trakcie Festiwalu Śniegu (Yuki Matsuri) w Sapporo w lutym.